# Chrysophtharta
Chrysophtharta is een geslacht van kevers uit de familie bladkevers (Chrysomelidae).
De wetenschappelijke naam van het geslacht werd in 1901 gepubliceerd door Julius Weise.

## Soorten
- Chrysophtharta ambigua Daccordi, 2003
- Chrysophtharta flavolimbata Daccordi, 2003